# 小川真由 (実業家)
小川 真由(おがわ まゆ、1989年 - )は、日本の実業家。学生時代にFXのツール開発を行い、金融雑誌でコラムを書いていた。世界五大陸規模の組織、平和祭り創始者。国際平和活動家。経営者。
2021年2月、コンゴのサプールから着想を得て、和服を平和の服の象徴として、和服で練り歩く平和祭りを発足。国連が定めた国際平和デーを広げる為に9月21日付近で平和祭りを毎年行う。2021年は9月19日に開催し、19ヵ国45都市の支部で同時に開催された。
ドバイ万博、国連会議、パリOECDなどで平和について登壇。